# 洛宗河畔蒙特勒伊
洛宗河畔蒙特勒伊（法語：Montreuil-sur-Lozon，法語發音：[mɔ̃tʁœj syʁ lozɔ̃]）是法国芒什省的一个市镇，属于圣洛区。

## 地理
洛宗河畔蒙特勒伊（49°8'14"N, 1°14'14"W）面积6.45 平方千米，位于法国诺曼底大区芒什省，该省份为法国西北部沿海省份，西、北、东北三面环大西洋，东起顺时针与卡爾瓦多斯省、奧恩省、马耶讷省和伊勒-维莱讷省接壤。
与洛宗河畔蒙特勒伊接壤的市镇（或旧市镇、城区）包括：马里尼勒洛宗、勒梅尼勒厄里、泰尔瓦勒。

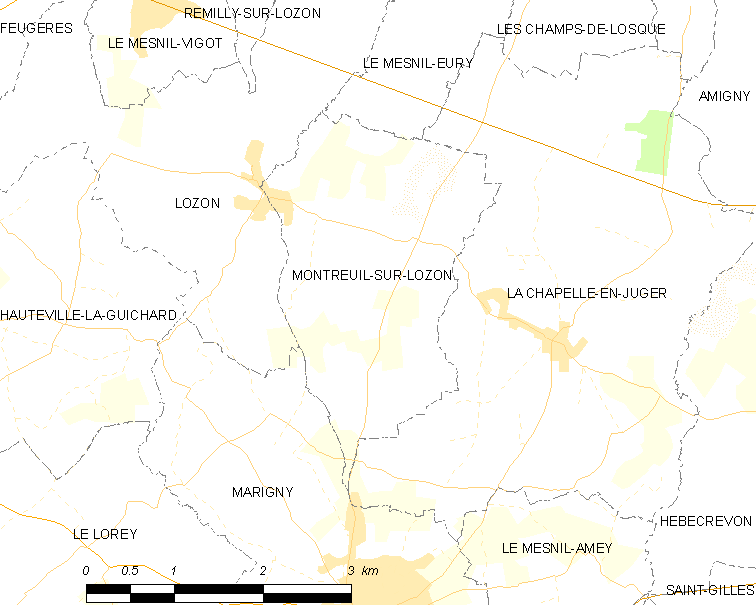
洛宗河畔蒙特勒伊的OSM定位图

洛宗河畔蒙特勒伊的时区为UTC+01:00、UTC+02:00（夏令时）。

## 行政
洛宗河畔蒙特勒伊的邮政编码为50570，INSEE市镇编码为50352。

## 政治
洛宗河畔蒙特勒伊所属的省级选区为圣洛第一县。

## 人口

1962-2008年间洛宗河畔蒙特勒伊人口变化图示

洛宗河畔蒙特勒伊于2022年1月1日时的人口数量为345人。